# Sympatryczne rozszczepienie cech

Jeśli zasięgi występowania dwóch podobnych gatunków częściowo zachodzą na siebie, to na obszarze sympatrycznego występowania (czerwony) przedstawiciele tych gatunków bardziej różnią się od siebie, niż na obszarach allopatrycznego występowania (białych)

Sympatryczne rozszczepienie cech – sytuacja, w której osobniki dwóch częściowo sympatrycznych gatunków na obszarze współwystępowania wykazują większe różnice, niż na innych obszarach.
Niekiedy zdarza się, że zasięgi występowania dwóch gatunków o podobnych niszach ekologicznych częściowo zachodzą na siebie. Wtedy na obszarze współwystępowania osobniki należące do dwóch gatunków narażone będą na konkurencję. Na rzeczonym obszarze dobór naturalny będzie więc zachodzić w kierunku większego zróżnicowania obu gatunków, co nie tylko zmniejszy konkurencję międzygatunkową, ale również zredukuje ryzyko międzygatunkowego krzyżowania się. Poza obszarem występowania sympatrycznego taki dobór nie zachodzi. Powoduje to, że na obszarze występowania sympatrycznego przedstawiciele obu gatunków różnią się między sobą bardziej, niż osobniki z terenów, gdzie gatunki występują allopatrycznie. By mówić o symaptrycznym rozszczepieniu cech, różnica taka dotyczyć musi przynajmniej jednej cechy.
Jako przykład sympatrycznego rozszczepienia cech Futuyma podaje przykład zięb Darwina. Gatunek darwinka czarna (Geospiza fortis) zamieszkuje wyspy Daphne Mayor oraz Santa Cruz. Natomiast jego krewna darwinka mała (Geospiza fuliginosa) żyje na wyspach Cuatro Hermanos i również na Santa Cruz. Tak więc na Daphne Mayor i Cuatro Hermanos gatunki te występują allopatrycznie, natomiast na Santa Cruz wykazują sympatryczność. Okazuje się, że na Cuatro Hermanos i Daphne Mayor przedstawiciele obu gatunków prawie nie różnią się wielkością dzioba, spożywają także taki sam rodzaj pożywienia (podobne nasiona). Natomiast na wyspie Santa Cruz dzioby Geospiza fortis są znacznie większe, niż Geospiza fuliginosa. Wiąże się to z tym, że przedstawiciele tego pierwszego gatunku odżywiają się większymi i twardszymi nasionami, niż tego drugiego.
Zjawisko spotykane, kiedy gatunki czy populacje występujące w pewnym regionie bez obecności konkurentów wykorzystują więcej zasobów czy siedlisk, określa się ekologicznym uwolnieniem.